# Aleksander Doba
Aleksander Doba (Swarzędz, Polonia, 9 de septiembre de 1946–Tanzania, 22 de febrero de 2021) fue un kayaquista y montañero polaco. Se hizo famoso por sus viajes transatlánticos en kayak. En 2010 y 2013 cruzó el Océano Atlántico de este a oeste, y en 2017 de oeste a este. Estos viajes fueron los más largos hechos nunca en kayak en aguas abiertas. Fue nombrado Aventurero del Año  2014 por National Geographic.
Doba murió el 22 de febrero de 2021 durante el descenso de la cumbre del Kilimanjaro a la edad de 74 años. La causa de la muerte se atribuyó a la asfixia causada por un edema pulmonar.